# Adam White
Adam White (Brisbane, 8 de noviembre de 1989) es un jugador profesional de voleibol australiano, juego de posición receptor/atacante. Desde la temporada 2019/2020, ha estado jugando para el equipo neerlandés Active Living Orion Doetinchem.

## Palmarés

### Clubes
Campeonato de Holandeses:
- 2012
- 2011

Supercopa de Francia:
- 2015

Copa CEV:
- 2017

Campeonato de Alemania:
- 2018, 2019

Supercopa de Holandeses:
- 2019[3]